# 香槟欧蒙多尔
香槟欧蒙多尔（法語：Champagne-au-Mont-d'Or，法語發音：[ʃɑ̃paɲ o mɔ̃ dɔʁ] ⓘ，意为“在奥尔山的香槟”）是法国里昂大都会的一个市镇，属于里昂区。

## 地理
香槟欧蒙多尔（45°47'41"N, 4°47'27"E）面积2.59 平方千米，位于法国奥弗涅-罗讷-阿尔卑斯大区里昂大都会，后者为法国的一个特殊地位集体，自2015年脱离罗讷省成立，位于法国中东部，中心城市为里昂。
与香槟欧蒙多尔接壤的市镇（或旧市镇、城区）包括：利莫内、圣迪迪耶欧蒙多尔、达尔迪伊、埃屈利、里昂。
香槟欧蒙多尔的时区为UTC+01:00、UTC+02:00（夏令时）。

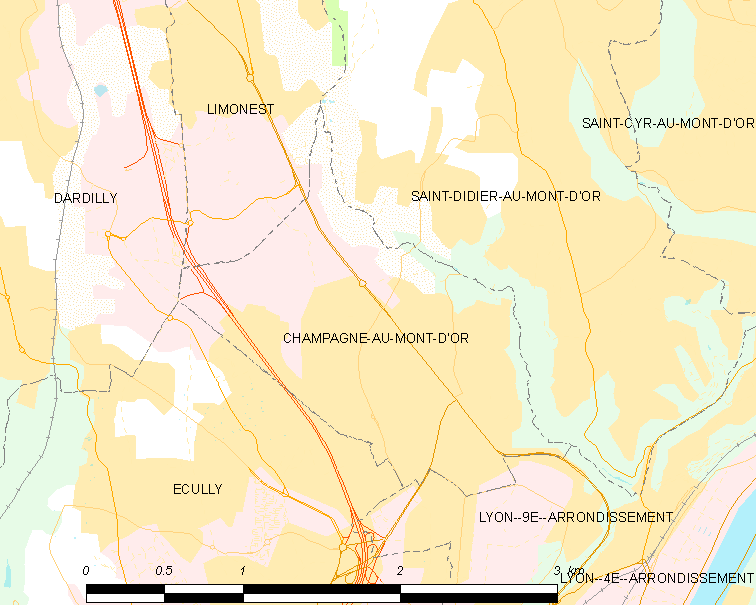
香槟欧蒙多尔的OSM定位图

## 行政
香槟欧蒙多尔的邮政编码为69410，INSEE市镇编码为69040。

## 政治
香槟欧蒙多尔的现任市长为韦罗妮克·加赞（Véronique Gazan）女士，任期为2020-2026年。

## 人口

1962-2008年间香槟欧蒙多尔人口变化图示

香槟欧蒙多尔于2022年1月1日时的人口数量为6124人。